# Zemrane (tribu)
 (avril 2025).
Améliorez-le ou discutez des points à vérifier. 
 (août 2024).
La mise en forme du texte ne suit pas les recommandations de Wikipédia : il faut le « wikifier ».
Les points d'amélioration suivants sont les cas les plus fréquents :
- Les titres sont pré-formatés par le logiciel. Ils ne sont ni en capitales, ni en gras.
- Le texte ne doit pas être écrit en capitales (les noms de famille non plus), ni en gras, ni en italique, ni en « petit »…
- Le gras n'est utilisé que pour surligner le titre de l'article dans l'introduction, une seule fois.
- L'italique est rarement utilisé : mots en langue étrangère, titres d'œuvres, noms de bateaux, etc.
- Les citations ne sont pas en italique mais en corps de texte normal. Elles sont entourées par des guillemets français : « et ».
- Les listes à puces sont à éviter, des paragraphes rédigés étant largement préférés. Les tableaux sont à réserver à la présentation de données structurées (résultats, etc.).
- Les appels de note de bas de page (petits chiffres en exposant, introduits par l'outil «  Source ») sont à placer entre la fin de phrase et le point final[comme ça].
- Les liens internes (vers d'autres articles de Wikipédia) sont à choisir avec parcimonie. Créez des liens vers des articles approfondissant le sujet. Les termes génériques sans rapport avec le sujet sont à éviter, ainsi que les répétitions de liens vers un même terme.
- Les liens externes sont à placer uniquement dans une section « Liens externes », à la fin de l'article. Ces liens sont à choisir avec parcimonie suivant les règles définies. Si un lien sert de source à l'article, son insertion dans le texte est à faire par les notes de bas de page.
- La présentation des références doit suivre les conventions bibliographiques. Il est recommandé d'utiliser les modèles {{Ouvrage}}, {{Chapitre}}, {{Article}}, {{Lien web}} et/ou {{Bibliographie}}. Le mode d'édition visuel peut mettre en forme automatiquement les références.
- Insérer une infobox (cadre d'informations à droite) n'est pas obligatoire pour parachever la mise en page.

Pour une aide détaillée, merci de consulter Aide:Wikification.
Si vous pensez que ces points ont été résolus, vous pouvez retirer ce bandeau et améliorer la mise en forme d'un autre article.
 (février 2025).
Si vous disposez d'ouvrages ou d'articles de référence ou si vous connaissez des sites web de qualité traitant du thème abordé ici, merci de compléter l'article en donnant les références utiles à sa vérifiabilité et en les liant à la section « Notes et références ».
Zamrane (en arabe : زمران) est une tribu arabe au Maroc issue de Banu Maqil. Ces derniers vivent non loin de Marrakech et furent une importante tribu guich.

## Origines
La plus part de la tribu de Zamrane sont issus de Banu Maaqil, exactement de la branche Bani Hassan (aussi appelé Dhawi Hassan), ces derniers ont migré à l'époque mérinides en passant dans tout l'Atlas.

## Histoire

### Débuts
Les Zamranes ont été amenés dans leur région actuelle à l'époque mérinides, après avoir traversé tout l'Atlas, ils seront ensuite lors de l'ascension des Saadiens, une tribu importante parmi les guichs. Il existe un litige historique entre les Zemrane et les Glawa, lorsque les uns étaient puissants, les autres fuyaient leur territoire et vice-versa. Les Zemrane jouissaient d'une puissance conséquente au début du XIXe siècle, en effet, plusieurs tribus, dont les Glawa, les Ghoudjama, les Fetouaka, les Srghana et donc aussi les Zemranes étaient sous la domination du caïd Hachemi Zemrani, issu de la tribu. Le caïdat de cette région avait une tradition makhzenienne, qui consiste au fait que les caïds choisies sont toujours issues soit des Zemranes, soit des Sraghna.

### AuXXe siècle
Les Zemrane étaient très divisés, chaque fraction avait son chef et était strictement séparée, une estimation de leur population les évaluait à peu près 10 000 membres, et ils vivaient sur une terre très riche. En 1911, le Pacha El Glaoui tenta de s'emparer du territoire des Zemranes et les mettres sous son contrôle. Il fini défait et est même obligé de se replier dans sa casbah, où il est assiégé par la tribu.
En octobre 1942 (ou 1943), une épidémie de typhus touche la région.

## Composition tribal
La tribu est composée de plusieurs grandes fractions telles que : 
- Bani Ahmed
- Bani Zid
- al-Foqarah
- Awlad Bouchbaa
- Awlad Qaïd (prononcé dans le dialecte locale : Gaïd)
- Awlad Saïd Shamaliyine (du Nord)
- Awlad Saïd Janoubiyine (du Sud)

## Personnalités
- Al-Hashemi Az-Zamrani : caïd important du XIXe siècle.
- Abd Al-Kebbir Az-Zamrani (1912-1977) : né en 1912 à Marrakech, son nom complet est "Abd al-Kebbir ben Mohamed al-Taleb al-Ansari al-Zamrani, il partit étudier à Fès, à l'université al-Qaraouiyine, et devient ensuite Juge au Conseil Suprême de la Charia à Rabat et va ensuite jouer un rôle important dans la fondation du mouvement national "Parti de la Choura et de l'Indépendance" (Hizb al-Shoura wa al-Istiqlal)[8].
- Caid Msober az-Zemrani, caïd et mujahid des forces hafidistes lors de la campagne de la Chaouïa[9].
- Famille Ben Chougrah, importante famille des Zemranes, d'ascendance cherifienne venues de Doukkala, ils porteront de grandes personnalités comme des vices gouverneurs (Ali Ben Chougrah, khalifa des gouverneurs de Marrakech) sous les Saadiens, ou des ministres de la guerre sous les Alaouites et bien d'autres caïds[10].